# 谭玉钧
谭玉钧（1925年10月9日—2021年8月7日），男，广东台山人，中国淡水养鱼专家，曾任上海海洋大学教授，中国水产学会池塘养鱼专业委员会副主任委员，上海市政协委员。